# 和橋高級中學
江蘇省和橋高級中學，位於中國江蘇省宜興市和橋鎮，因創始人為徐州人故命名為彭城中學，首任校長為馮叔如，歷任校長還有程國鈞、程淦年、鬱宇啟、史漢清、胡鐵吾、唐積慶等人。解放後改名為宜興市第三中學，1980年代後更名為和橋高級中學，1998年成為江蘇省重點中學。
和橋高級中學人才輩出，產生了中科院院士化學家唐敖慶，心理學家潘菽，物理學家朱洪元，化學家程鎔時；以及工程院院士吳中如，導彈核武器專家唐西生；知名人士畫家吳冠中，律師吳凱聲，潘漢年，儲傳亨，童傅。在該校任教的有教育家史紹熙，藝術大師徐悲鴻。